# 바트 심슨
바톨로뮤 조조 바트 심슨(영어: Bartholomew Jo-Jo "Bart" Simpson)은 텔레비전 시리즈 애니메이션 심슨 가족에 주인공으로 등장하는 캐릭터이다. 호머 심슨과 마지 심슨의 아들이며, 리사와 매기의 오빠로 나이는 10살, 스프링필드 초등학교 4학년생으로 설정되어 있다.
시즌 16 에피소드 15에 나오는 젠다와 결혼해서 아들 2명(피카드 심슨, 커크 심슨)을 낳았다.
《The Simpsons Uncensored Family Album》(ISBN 0-06-096582-7)이란 책에 따르면, 그의 “생일”은 11월 1일이다. 심슨 가족 시리즈를 살펴보면, 바트는 1982년에 태어났고 태어날 때 샴 쌍둥이로 태어났다. 다른 한쪽은 휴고 심슨. 핼러윈 특집에 한해서만 휴고 심슨이 직접 등장했지만 다른 에피소드들을 보면 바트의 옆구리에는 분명히 분리수술자국이 있다. 그리고 바트는 로스앤젤레스 올림픽 기간에 태어난 리사보다는 2년 38일 나이가 많다. 그리고 시리즈의 《I Married Marge》편에서, 호머와 마지가 《제국의 역습》을 본 직후 바트가 임신되었다는 내용이 나오기 때문에, 1980년 5월 하순에 임신되었다는 사실을 알 수 있다. 정확한 연도는 일관성이 있지 않으며 이는 바트가 시간이 지나도 항상 10살로 묘사되기 때문이다.몇몇 핼러윈 특집에선 사이드쇼 밥이나 리사에게 살해 당하기도 한다.
- 위 글에서 바트가 샴쌍둥이로 태어났다고 하는데, 그건 핼러윈 특집일 뿐이고 옆구리의 수술자국은 크러스티 시리얼에 들어가있는 살인톱니바퀴를 먹어 삼키게되어 빼낸다고 했던 수술 자국이다.

바트는 제시카 러브조이, 로라 파워스 등의 여자들에게 반한 적이 있는 데, 대부분 예기치 못한 상황으로 인해서 헤어진다.(천사인줄 알았던 제시카가 사실 악녀이고 바트가 현금을 훔쳤다고 모함하거나, 로라는 바트가 어려서 이성으로 안느껴지는 경우 등등) 사랑이 이루어지는 듯 해도 다음 에피소드로 넘어가면 리셋되고 바트가 좋아했던 여자들은 아예 언급도 안되지만, 제시카 러브조이처럼 아주 가끔 등장하는 경우도 있다.
바트는 스케이트 보딩, 만화책, 동생들 놀리기, 리사 도와주기 등에 흥미가 있는 것으로 그려진다. 이 시리즈의 다수의 캐릭터와 마찬가지로 바트는 왼손잡이이다. 스키너 교장과 항상 서로 대립 중이다. 새우, 브로콜리 알러지가 있다. 스스로 부르는 별명은 엘 바토 (스페인어: El Barto)이다.
바트는 광대 크러스티를 누명에서 벗겨주는 등 수없이 많이 도와줬지만 다음 에피소드에서 크러스티는 바트를 기억하지 못한다.
크러스티의 누명을 벗기는 과정에서 크러스티의 조수인 사이드쇼 밥이 크러스티에게 누명을 씌운 것을 밝혀서 크러스티를 구하지만 대신 사이드쇼 밥이라는 적이 생기게 되고 사이드쇼 밥은 매 시즌마다 감옥에서 탈출해 바트를 죽이려고 한다. 하지만 매번 실패하고 도망가거나 경찰에 잡힌다.

## 이때까지의 직업(혹은 직장)
- 대 넬슨 저항군 사령관[4]
- 폐기름 수거사업[5]
- 불법양조장[6]
- 무인도 재판장의 판사[7]
- 크러스티의 조수
- "제가 안했어요"(I didn`t do it)로 인기연예인이 되었다.
- 불법복제 DVD사업
- 마피아[8]
- 마피아의 바텐더
- 래퍼
- 애니메이션 제작자[9]
- 어린이 뉴스의 공동진행자
- 그룹가수 Party Posse[10]
- 프로게이머

## 기타
- 검정고무신의 기영이를 닮았다는 말이 있다.